# Cinnamomum tamala
Cinnamomum tamala là loài thực vật có hoa trong họ Nguyệt quế. Loài này được (Buch.-Ham.) T.Nees & Eberm. miêu tả khoa học đầu tiên năm 1831.